# Emilio Veratti

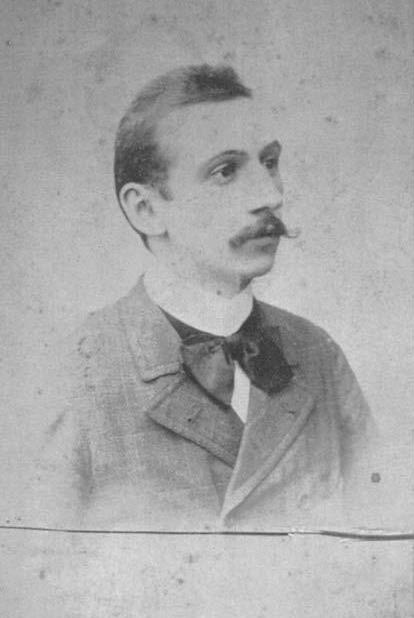
Emilio Veratti

Emilio Veratti (ur. 24 marca 1872 w Varese, zm. 24 lutego 1967 tamże) – włoski lekarz histopatolog. Autor podręcznika patologii ogólnej, podręcznika mikrobiologii i około 70 prac naukowych.
Studiował medycynę na Uniwersytecie w Pawii i Uniwersytecie w Bolonii. W 1896 ukończył studia z wyróżnieniem. Następnie uczył się pod kierunkiem Camillo Golgiego w Instytucie Patologii Ogólnej Uniwersytetu w Pawii. Od 1903 do 1919 był asystentem patologii ogólnej, wykładał też mikrobiologię i histopatologię. Od 1918 do 1921 był docentem patologii ogólnej, prowadził laboratorium mikrobiologiczne przy klinice w Pawii. W 1930 został profesorem zwyczajnym patologii ogólnej. W 1942 przeszedł na emeryturę.
W 1902 roku wprowadził modyfikacje do metody Golgiego, co umożliwiło mu uwidocznienie i opisanie nieznanej wcześniej struktury komórek mięśniowych – retikulum sarkoplazmatycznego.

## Wybrane prace
- Ricerche sulla fine struttura della fibra muscolare striata. Mem. R. Ist. Lombardo, Cl. Sc. Mat. Nat., 19: 87-133 (1902)
- Camillo Golgi e la sua opera scientifica. Boll. Ist. Sieroter. Milan., 5: 1-14. (1926)
- Curriculum vitae. Tipografia Cooperativa, Pavia, 1930
- Patologia Generale. 6a edizione, Vallardi, Milano, 1950
- L’interpretazione dei corpi del Negri cinquant’anni dopo la scoperta. Boll. Soc. Med.-Chir. Pavia, 67: 1-13 (1953)
- Investigations on the fine structure of the striated muscle fiber. J. Biophys. Biochem. Cytol., 10 (4) suppl.: 3-59 (1961)